# آب‌انبار صدرآباد (قم)
آب‌انبار صدرآباد مربوط به دوره صفوی - دوره قاجار است و در شهرستان قم، بخش مرکزی، بیرون روستای محمدآباد واقع شده است. این اثر در تاریخ ۱۶ شهریور ۱۳۸۳ با شمارهٔ ثبت ۱۱۱۰۳ به عنوان یکی از آثار ملی ایران به ثبت رسیده است.